# Колешня, Сергей Николаевич
Сергей Николаевич Колешня́ (21 ноября 1968, Москва) — актёр театра и кино, театральный режиссёр.

## Биография
Сергей Колешня родился 21 ноября 1968 года в Москве. В 1992 году работал в «Театре на Таганке». В 1995 году окончил театральное училище имени Щукина (курс Аллы Казанской) и был принят в труппу Московского художественного театра им. Чехова.
Вёл на телевидении и радио ряд программ.
С 2000 года художественный руководитель Московского драматического театра NotaBene.
Как режиссёр и продюсер поставил спектакли: «Винный погреб», сыграв в нём Гилберта; «Заговор против века», поэтическая композиция; «Представление об Адаме», рок-опера; «9 мая», сцены о войне, инсценировка Вл. Зайцева, «Гамлет. Литургия», сыграл Гамлета, режиссёр Аносов, консультант Поглазов.

## Признание и награды
В 1996 году на Международном театральном фестивале в Брно (Чехия) получил приз за «лучшую мужскую роль».

## Творчество

### Роли в театре

#### Московский художественный театр им. А. П. Чехова
- «Бесы, бесы, бесы» по произведениям Ф. М. Достоевского. Режиссёр: Владимир Поглазов — Пётр Верховенский
- «Борис Годунов» А. С. Пушкина. Режиссёр: Олег Ефремов — Фёдор Годунов
- «Таланты и поклонники» А. Н. Островского, реж. Бененбойм А. М. — Пётр
- «Преступление и наказание» Ф. М. Достоевского. Режиссёр: Виктор Сергачёв — Раскольников

### Фильмография[1]
- 2005 — Не родись красивой
- 2004—2013 — Кулагин и партнёры
- 2006 — Автономка (телесериал)
- 2006 — Врачебная тайна (телесериал)
- 2006 — Таксистка 3
- 2007 — Атлантида — Булаев
- 2007 — Королёв. Главный Конструктор (телесериал)
- 2008 — Солдаты 15. Новый призыв (телесериал)
- 2008 — Шальной ангел (телесериал) — Олег Анатольевич
- 2008 — Из жизни капитана Черняева — Иван Григорьевич Кулик главная роль
- 2009 — В погоне за счастьем — майор Кирилл Божанов
- 2010 — Олимпийская деревня (полный метр) — Арсений Чайка главная роль
- 2011 — Профиль убийцы — Владимир Щипилов
- 2012 — Владение 18 (фильм ужасов, полный метр): Агент Аркадий Львович (роль второго плана).
- 2012 — Детка (телеканал СТС): Валентин Ткачук.
- 2012 — Команда Че (WeiT Media): Крутов (роль второго плана).
- 2012 — Знак истинного пути — Сергей Бабкин — главная роль
- 2012 — Метод Фрейда — Кузнецов, сотрудник ДПС
- 2013 — Водоворот чужих желаний — Сергей Бабкин — главная роль
- 2013 — Танцы марионеток — Сергей Бабкин — главная роль
- 2014 — Семья маньяка Беляева — Антон
- 2014 — Капкан для Золушки — Бабкин
- 2014 — Море по колено — Василий Петухов — главная роль
- 2014 — Нянька — Еремеев
- 2014 — Безопасность — Леонид Андреевич Сатин
- 2015 — Профиль убийцы 2 — Владимир Щипилов
- 2015 — А у нас во дворе... — Александр Максимович Воронов, глава Управы, депутат
- 2019 — Формула мести — Крутиков, капитан милиции
- 2020 — Вечер шутов или серьезно с приветом — Апполинарий Жеребцов (Пол)
- 2022 — Художник — Сергей Анатольевич Раков, директор кондитерской фабрики

## Семья
Женат, двое детей - сын Тимофей и дочь Елизавета.